# Weddingstedt
Weddingstedt település Németországban, Schleswig-Holstein tartományban. Lakosainak száma 2339 fő (2023. december 31.).

## Népesség
A település népességének változása:
| Lakosok száma | 1816 | 2326 | 2303 | 2316 | 2349 | 2339 |
|               | 1975 | 2017 | 2019 | 2021 | 2022 | 2023 |